# ロマン＝シュル＝イゼール
ロマン＝シュル＝イゼール （フランス語:Romans-sur-Isère、オック語:Rumans d'Isèra）は、フランス、オーヴェルニュ＝ローヌ＝アルプ地域圏、ドローム県のコミューン。
ロマン＝シュル＝イゼールはイゼール川右岸にあり、ヴァランスの北東約18km地点にある。川を挟んで向かい合うブール＝ド＝ペアージュと、約5万人のコナベーションを形成している。

## 歴史

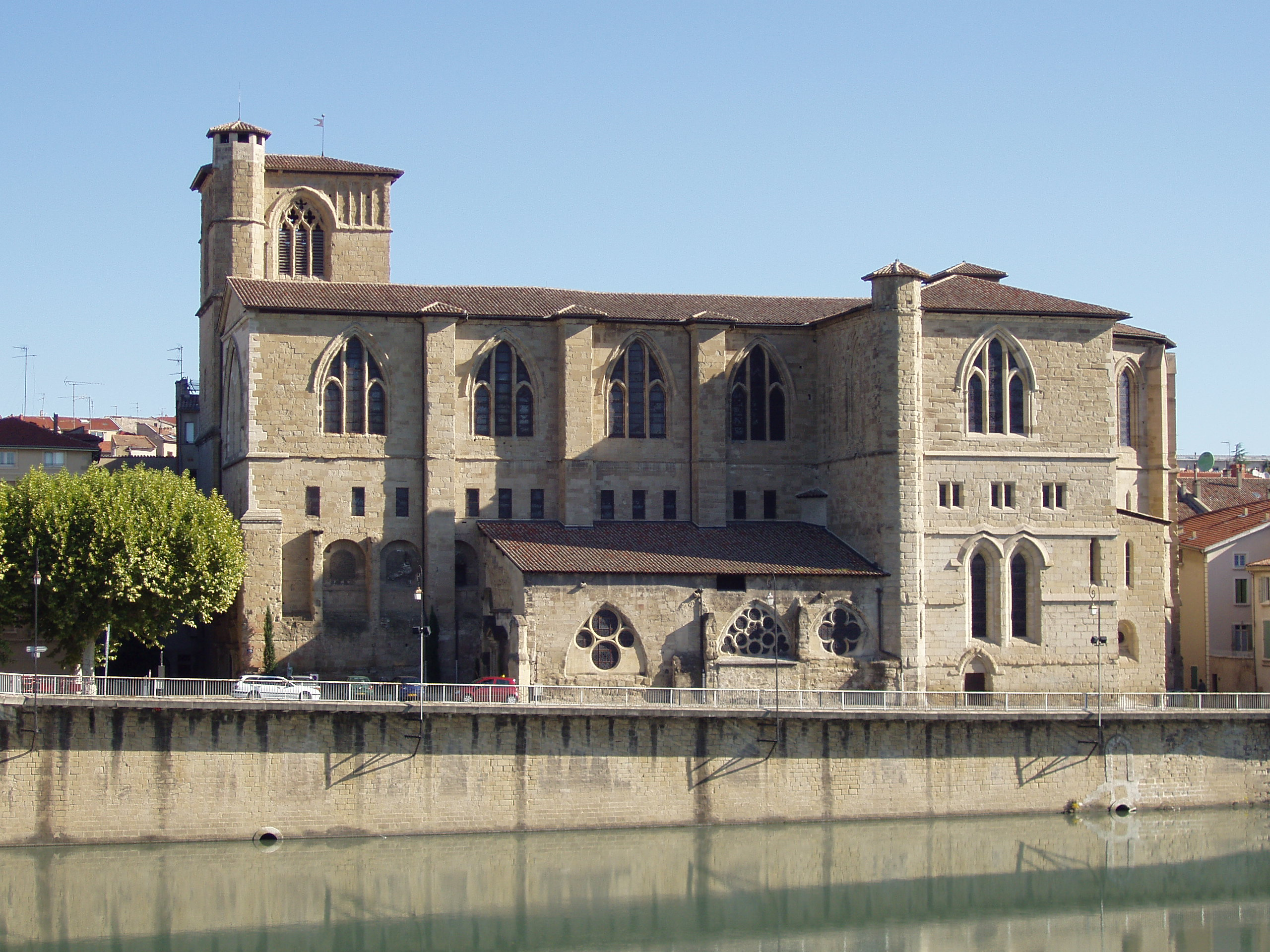
サン＝バルナール参事会聖堂

### 発祥
ロマン＝シュル＝イゼールの発祥は、838年にイゼール川の砦近くに作られた修道院である。この修道院を建てたのはヴィエンヌ大司教バルナールであった。11世紀以降、都市は周辺に拡大し、最初にできた教区の名サン＝ロマン（Saint-Romain）にちなみ名づけられた。11世紀の間に、修道院の修道士たちは司教座聖堂参事会員に交代させられ、クレリュー領主の息子でヴィエンヌ大司教である院長レジェの監督下で教会参事会を構成した。教会は参事会聖堂となった。

### 参事会の時代
サン＝バルナール参事会聖堂の周囲には、商人や職人が移り住み、強力な毛織物産業で成長した。ロマン＝シュル＝イゼールの名声はこの後7世紀にわたり有名なものとなった。交通量が増加したために、イゼール川に最初の橋が架けられたのは1049年である。参事会聖堂の周りで市場が開かれた。
13世紀に貿易が活発となり、都市の繁栄は新たな建物の建設を進めた。ヴィエンヌ大司教ジャン・ド・ベルナンは橋を再建させ、参事会聖堂を拡張させた。同時代、都市壁の外で郊外定住地が成長し始めた。
しかし教会参事会の指導は益々煩わしいものとなり、1280年にロマン住民は反乱を起こした。これに恥じ入った教会参事会は、コミューンの統治を断念した。

### ドーフィネの都市
都市の豊かさと自治は、ドーフィネ領主であるドーファン・ド・ヴィエノワおよびアルボン伯（fr）ウンベール2世（fr）の羨望をかきたて、1342年にロマンは併合された。1349年、ロマン条約によって、ドーフィネはフランス王国へ売却された。

### 中世後期
最初の皮なめし職人と製革業者は、14世紀終わりにプレール地区に定住した。百年戦争の間、ロマンは二重の城壁で囲まれ、既にあった郊外定住地、プレール、パヴィニュ、サン＝ニコラの各地区を包み込んだ。その後城壁は1830年まで徐々に取り除かれてきたが、遺構が現在も見られる。
15世紀初頭、ロマンで製造された毛織物は中東へ輸出されていた。豊かになった商人は、都市郊外にゴシック様式の邸宅を建てた。

### 苦難の時代
16世紀半ば、ロマンは大寒波、大干ばつ、黒死病という大災害に遭遇した。宗教的・社会的な緊張は1562年に頂点に達した。ロマンの地ではユグノーの名において都市が荒らされ、1580年の謝肉祭は血塗られたものとなった。
続く200年間、都市は停滞した。製革と絹産業が台頭する間に、ロマンの毛織物産業は消滅した。同時代、ロマンにはカプチン会、レコル会、ウルスラ会、サン＝ジュスト会の修道院がやってきた。
1680年、イゼール川対岸でロマンと向かい合う場所に、新たな村落ができた。これがのちにブール＝ド＝ペアージュとなった。
1788年12月、ドーフィネの地方三部会が、ロマンにおいてコルドリエ修道会派修道院で開催された。彼らの請求は、1789年のヴェルサイユにおける全国三部会で用意された。

### 製靴産業の台頭
1850年以降、ロマン経済と社会は製靴業の発展で転換が行われた。この工場では1914年時点で5000人の男女が働き、強力な労働組合運動を引き起こす要因となった。19世紀後半、ジョゼフ・フェネストリエは初の靴のブランド・ウニック（UNIC）を発表した。コミューン人口は1万人を超え、城壁は廃止された。埠頭が建設され、鉄道の存在は多くの靴の工房をひきつけることになった。
第一次世界大戦後の1920年代、社会主義者である市長ジュール・ナディは、グルノーブルに向かう道の近くに、社会的目的を持つ庭園都市をつくろうとした。
第二次世界大戦後に再び平和な時代が訪れると、ロマンは製靴業で繁栄した。特に、靴ブランド、シャルル・ジョルダンは世界中に店舗を拡大し、4000人を雇用していた。
人口増加は続き、1945人には2万人だったのが1968年には3万人となった。新住民を住まわせるため、コミューン周囲に広がる農地が郊外に代わり、住宅団地が作られた。
しかし1974年から、経済危機が製靴産業を混乱させた。外国製品との競争は宿命だった。多くの企業が倒産し、25年の間に数百人がレイオフされた。
1990年代、ロマン経済はA49高速道路、TGVのような優れた道路・鉄道に頼ることができた。

## 出身者
- エリック・コマス - 元F1ドライバー
- バプティスト・レネ - サッカー選手
- ピエール・ラトゥール - 自転車競技選手
- イッポリト・シャルル - 軍人

## 姉妹都市
- ヴァレーゼ、イタリア
- ズリーン、チェコ共和国
- ザダル、クロアチア
- シュトラウビング、ドイツ
- コールヴィル、イギリス